# 頭孔無光蟾魚
頭孔無光蟾魚（学名：Aphos porosus），為輻鰭魚綱蟾魚目蟾魚科的其中一種，分布於東南太平洋區，從秘魯Puerto Pizzoro至麥哲倫海峽海域，體長可達28公分，為底棲性魚類，棲息在淺水處。
其种加词“Porosus”意为“多孔的”。